# Jeg vil ha' en Søn
Jeg vil ha' en Søn er en dansk stum komediefilm fra 1912 produceret af Nordisk Films Kompagni efter manuskript af Alfred Kjerulf.
Filmen blev i tysktalende lande distribueret som Ich will ein Sohn haben og i engelsketalende lande som His wish to have a son.

## Handling
Tandlægen hr. Meyer er en lykkelig mand, men han mangler én ting i tilværelsen: En søn. Men desværre er ægteparret Meyer barnløse. En dag må Meyer drage til den anden ende af landet for at vikariere i en kollegas praksis. Han er dog ikke meget for at vende hjem før han får en søn, og hustruen tænker som en gal på, hvorledes hun kan opfylde ønsket. Heldigvis har fru Meyer to gode veninder, der lover at skaffe en søn til dagen efter. Et telegram sendes til hr. Meyer med besked om at komme hjem straks, da han er blevet far. Hr Meyer er lykkelig og styrter hjem. I mellemtiden er veninder styrtet rundt i byen, og det er lykkedes at skaffe intet mindre en tre nye sønner til hr. Meyer. Fru Meyer har fået trillinger! Da hr. Meyer ankommer til stuen og ser tre vrælende  børn går det op for ham, at han er blevet holdt for nar. Men synet af de tre vrælende børn får ham til at glædes over, at han alligevel ikke har fået en søn.

## Medvirkende
- Lauritz Olsen
- Aage Hertel
- Jutta Lund
- Henry Seemann
- Ellen Kornbeck
- Agnes Lorentzen
- Karen Poulsen